# Under Attack
"Under Attack" é uma música do grupo pop sueco ABBA, lançada em dezembro de 1982 como o segundo e último single da compilação The Singles: The First Ten Years.
Na época, o grupo pretendia lançar mais um álbum de estúdio, porém, o stress no ambiente fez com que a ideia fosse para gaveta, sendo o single lançado, num álbum de dois discos com suas músicas já gravadas. 

## Desenvolvimento
ABBA gravou "Under Attack" entre 2 e 4 de agosto de 1982 no Polar Music Studios, Estocolmo. O grupo originalmente pretendia lançar um novo álbum de estúdio, mas decidiu lançar uma compilação dupla de seus singles anteriores enquanto adicionava duas novas músicas da sessão. As duas novas faixas que chegaram ao The Singles: The First Ten Years foram "The Day Before You Came" e "Under Attack". Este último acabaria por ser adicionado às edições expandidas do álbum The Visitors.
Em 11 de dezembro de 1982 o ABBA executou a música no Late Late Breakfast Show do BBC, no qual foi sua última apresentação coletiva.

## Recepção
"Under Attack" não foi um sucesso comercial após seu lançamento. A popularidade de ABBA estava em declínio e os dois singles anteriores ("Head over Heels" e "The Day Before You Came") não conseguiram chegar ao primeiro lugar em nenhum lugar. Embora um hit Top 5 na Bélgica e nos Países Baixos,  e um single Top 20 em algumas outras paradas europeias, não se tornou um grande sucesso em nenhum outro lugar. Ele alcançou no máximo a posição No. 26 no Reino Unido. Na Austrália, onde a popularidade do grupo apenas alguns anos antes havia rivalizado com The Beatles, "Under Attack" alcançou apenas a 96ª posição na parada de singles. "Under Attack" se tornou o single do ABBA com a pior performance nas paradas desde "So Long". Após o lançamento do single, o ABBA entrou em um hiato temporário que efetivamente durou quase 40 anos.
"Under Attack" está presente na produção de teatro musical Mamma Mia! mas não no filme.

## Vídeo clipe
Em 16 de novembro de 1982, o grupo ABBA filmou um clipe da música Under Attack, para promover a mesma. Foi filmado em um estacionamento, e mostra Agnetha e Anni-Frid (mais precisamente Agnetha) sendo perseguidas pelos outros integrantes da banda, e ao longo do vídeo, várias sirenes são mostradas. O vídeo termina com os quatro andando juntos, para longe da câmera.